# María Andrea Long
María Andrea Long (1967 ) es una botánica argentina.

## Biografía
En 1989 obtuvo una licenciatura en Ciencias Biológicas, por la Facultad de Ciencias Exactas y Naturales de la Universidad Nacional del Sur, Argentina.
Es profesora e investigadora del CONICET, sobre sistemática, morfología y evolución de plantas vasculares de América del Sur, especialmente de Asteraceae, y flora y biogeografía histórica de los Andes australes, en el Lab. de Plantas Vasculares - Dto. Biología Bioquímica y Farmacia, de la Universidad Nacional del Sur. Desarrolla estudios de la invasión de especies leñosas y de ungulados exóticos en el sur de la provincia de Buenos Aires, tal proceso representa una amenaza para la conservación de los últimos relictos de pastizales naturales y permite poner a prueba hipótesis ecológicas y evolutivas. Proyecta combinar experimentos con acciones de control, y analizando efectos de las especies invasoras y acciones de manejo sobre componentes clave de la biodiversidad nativa; evalúa la percepción de los habitantes de la zona respecto de la biodiversidad nativa, las especies invasoras y las medidas de control.
También participa del Grupo L.A.R.R.E.A. de la Universidad Nacional del Comahue.

## Algunas publicaciones
- y.a. Torres, m.a. Long, s.m. Zalba. 2008. Reproducción de Pavonia cymbalaria (Malvaceae), una especie nativa con potencial ornamental. Phyton 77: 151-160

- ---------------, ------------, -------------. 2008. Caracterización de los ambientes asociados a poblaciones naturales de Pavonia cymbalaria (Malvaceae) en pastizales de Sierra de la Ventana (Buenos Aires). Phyton 77: 5-17

- maría Andrea Long, guadalupe Peter, carlos Villamil. 2004. Asteraceae del Sistema de Ventania, Buenos Aires, Argentina. Bol. Soc. Arg. Bot. 39: 159

- ------------------------. 2002. Sección 4: Flora vascular y vegetación. Plan de manejo de la reserva provincial Auca Mahuida, Neuquén. Volumen I

- ------------------------, c. Grassini. 1997. Actualización del conocimiento florístico del Parque Provincial Ernesto Tornquist. Informe final. Convenio de colaboración recíproca Ministerio de Asuntos Agrarios Prov. Bs. As. - UNS. 257 p.

## Honores
Miembro
- Sociedad Argentina de Botánica
- Asociación amigos del Jardín Botánico de Bahía Blanca[10]

- La abreviatura «M.A.Long» se emplea para indicar a María Andrea Long como autoridad en la descripción y clasificación científica de los vegetales.[11]